# 283
El año 283 (CCLXXXIII) fue un año común comenzado en lunes del calendario juliano, en vigor en aquella fecha.
En el Imperio romano el año fue nombrado como el del consulado de Caro y Carino o, menos comúnmente, como el 1036 Ab urbe condita, siendo su denominación como 283 posterior, de la Edad Media, al establecerse el Anno Domini.

## Acontecimientos
- El emperador romano Caro, junto a sus hijos Carino y Numeriano invaden Persia, capturando con éxito Ctesifonte y Seleucia del Tigris. Su campaña logra recuperar parte del prestigio romano perdido desde inicios de la Crisis del siglo III.
- Muere el emperador Caro, supuestamente por un rayo. Le suceden como coemperadores sus hijos, Numeriano y Carino.
- Cayo es elegido papa de la Iglesia católica.
- China: tras 99 años de guerras continuas, el país es unificado bajo la dinastía Jin, dando fin a la época de los Tres Reinos.

## Nacimientos
- Eusebio de Vercelli, obispo y santo (fecha aproximada).
- Lucía de Siracusa, santa cristiana.

## Fallecimientos
- Julio o Agosto: Marco Aurelio Caro, emperador romano

- 7 de diciembre: Eutiquiano, papa.